# Imre Varga (judista)
Imre Varga, (* 19. srpna 1945 v Nagyszénási, Maďarsko – září 2011) byl maďarský zápasník – judista.

## Sportovní kariéra
Připravoval se v budapešťském klubu Spartacus. V maďarské reprezentaci bojoval o post reprezentační jedničky s Mihály Petrovszkim a ke konci kariéry s Andrásem Ozsvárem. Účastnil se tří olympijských her v roce 1972, 1976 a 1980, ale při žádné účasti do pořadí nepromluvil. Sportovní kariéru ukončil v roce 1981 a z judistického prostředí postupně odešel do ústraní. Zemřel v roce 2011.

## Výsledky

### Váhové kategorie
| Turnaj             | 1971      | 1972      | 1973       | 1974       | 1975       | 1976       | 1977       | 1978       | 1979       | 1980       |
| Turnaj             | 26        | 27        | 28         | 29         | 30         | 31         | 32         | 33         | 34         | 35         |
| Turnaj             | polotěžká | polotěžká | těžká váha | těžká váha | těžká váha | těžká váha | těžká váha | těžká váha | těžká váha | těžká váha |
| ------------------ | --------- | --------- | ---------- | ---------- | ---------- | ---------- | ---------- | ---------- | ---------- | ---------- |
| Olympijské hry     |           | úč.       |            |            |            | —          |            |            |            | úč.        |
| Mistrovství světa  | úč.       |           | —          |            | úč.        |            |            |            | 3.         |            |
| Mistrovství Evropy | ?         | ?         | ?          | ?          | ?          | ?          | ?          | 2.         | 3.         | 2.         |

### Bez rozdílu vah
| Turnaj             | 1971 | 1972 | 1973 | 1974 | 1975 | 1976 | 1977 | 1978 | 1979 | 1980 |
| Turnaj             | 26   | 27   | 28   | 29   | 30   | 31   | 32   | 33   | 34   | 35   |
| ------------------ | ---- | ---- | ---- | ---- | ---- | ---- | ---- | ---- | ---- | ---- |
| Olympijské hry     |      | —    |      |      |      | úč.  |      |      |      | —    |
| Mistrovství světa  | úč.  |      | —    |      | 5.   |      |      |      | —    |      |
| Mistrovství Evropy | ?    | ?    | ?    | 3.   | ?    | ?    | ?    | 3.   | ?    | —    |